# Izh 2125
O Izh 2125 "Kombi" (em russo:  ИЖ-2125 Комби, abreviação de "combinação") é um automóvel produzido pela fabricante de automóveis soviética/russa IZh de 1973 a 1997. É o primeiro liftback de origem russa/soviética. Foi baseado em um Moskvitch 412 modificado pela Izhevsk, com o primeiro protótipo lançado em 1966. Foi considerado o primeiro hatchback soviético (lançado cerca de uma década antes do conhecido Lada Samara), embora o carro na verdade possua uma carroceria de perua onde o pilar "D" tem suporte próprio e não ganha com a redução de peso (o que posicionaria o modelo mais na família liftback). Na literatura russa, o carro é conhecido como liftback. Pela mesma razão, o carro recebeu o apelido de "Kombi", que de certa forma alude ao Combi coupé (a própria palavra kombi significa "perua" em alemão e polonês, enquanto em russo uma perua é geralmente chamada de "универсал" (universal)).
A Kombi foi um notável sucesso de vendas na URSS entre 1974 e 1980 devido à sua durabilidade, capacidade fora de estrada e maior capacidade de carga. Foi o primeiro carro Izh vendido para exportação. Sua popularidade também foi ajudada pela concorrência limitada – variantes de peruas do Lada, do Moskvitch fabricado em Moscou e do Volga eram escassas e não tão fáceis de comprar quanto a Kombi. Em 1982, a Kombi recebeu uma reforma, junto com os furgões Moskvitch-412 e Izh 2715 produzidos pela IZh e foi então rebatizada como 21251. Entre as características notáveis, assentos e encostos de cabeça aprimorados.
O Izh 2125 modernizado foi vendido na década de 1990. Com o colapso da União Soviética, a IZh foi privatizada pela primeira vez como sociedade anônima aberta "Izhevsk" e lentamente começou a converter suas linhas de produção automotiva para outros tipos de fabricação, como armas de fogo. Em 1995-96, quando a receita da AZLK diminuiu drasticamente, a empresa foi parcialmente readquirida pela AutoVAZ e renomeada como "IZhAuto". Os gerentes da AvtoVAZ então descontinuaram todos os modelos anteriores da Izh e colocaram seus próprios em produção. Um hatchback totalmente novo foi lançado, chamado Izh 2126 "Oda", e acabou substituindo a Kombi.

## Kalashnikov CV-1
Em 23 de agosto de 2018, o fabricante de armas Kalashnikov apresentou um carro elétrico com design exterior intimamente baseado no do Izh 2125. O alcance com uma carga foi reivindicado como sendo de 350 km, mas nada mais foi ouvido sobre isso.

## Galeria

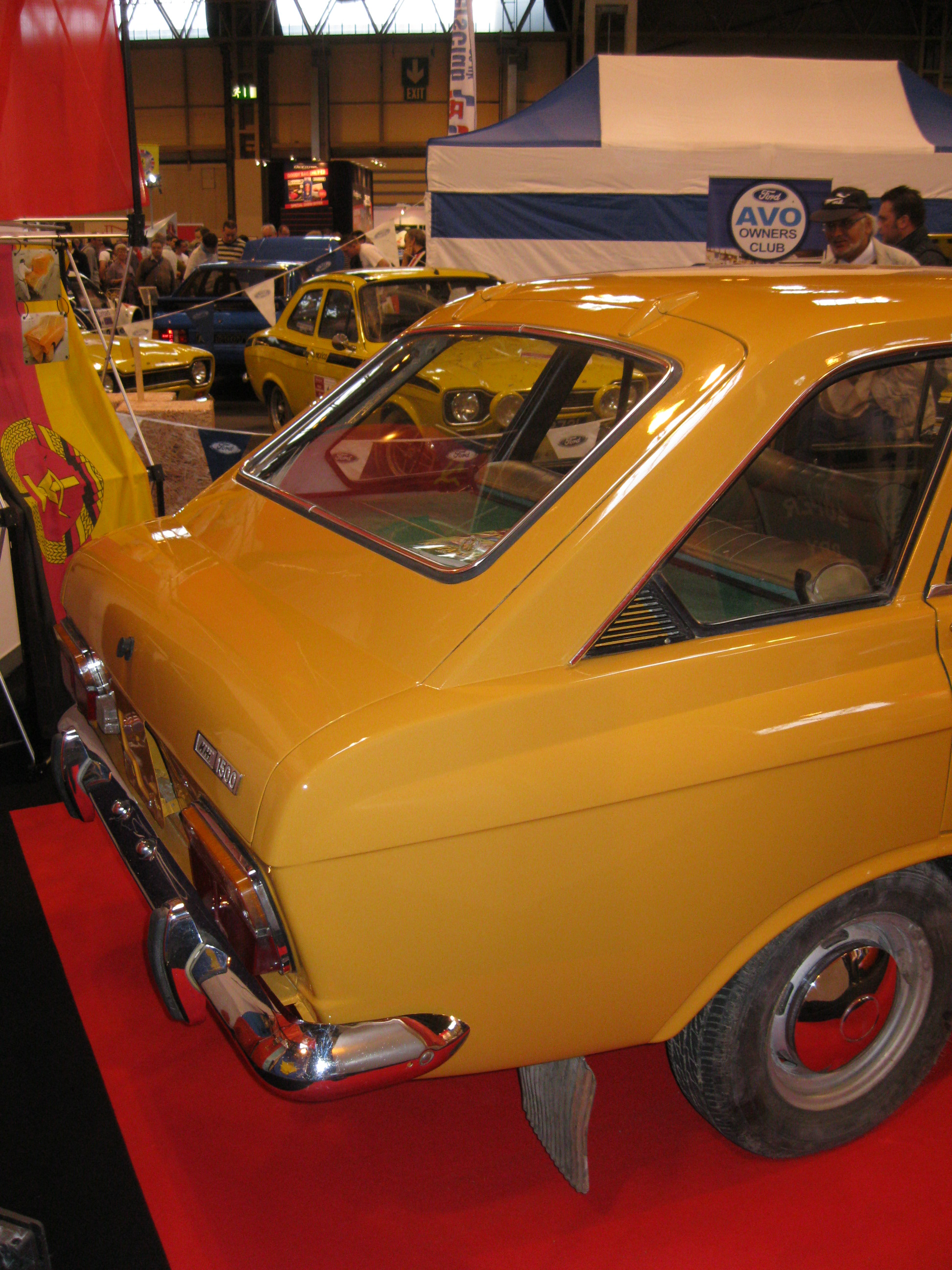
Visão traseira. A traseira era idêntica em todos os modelos
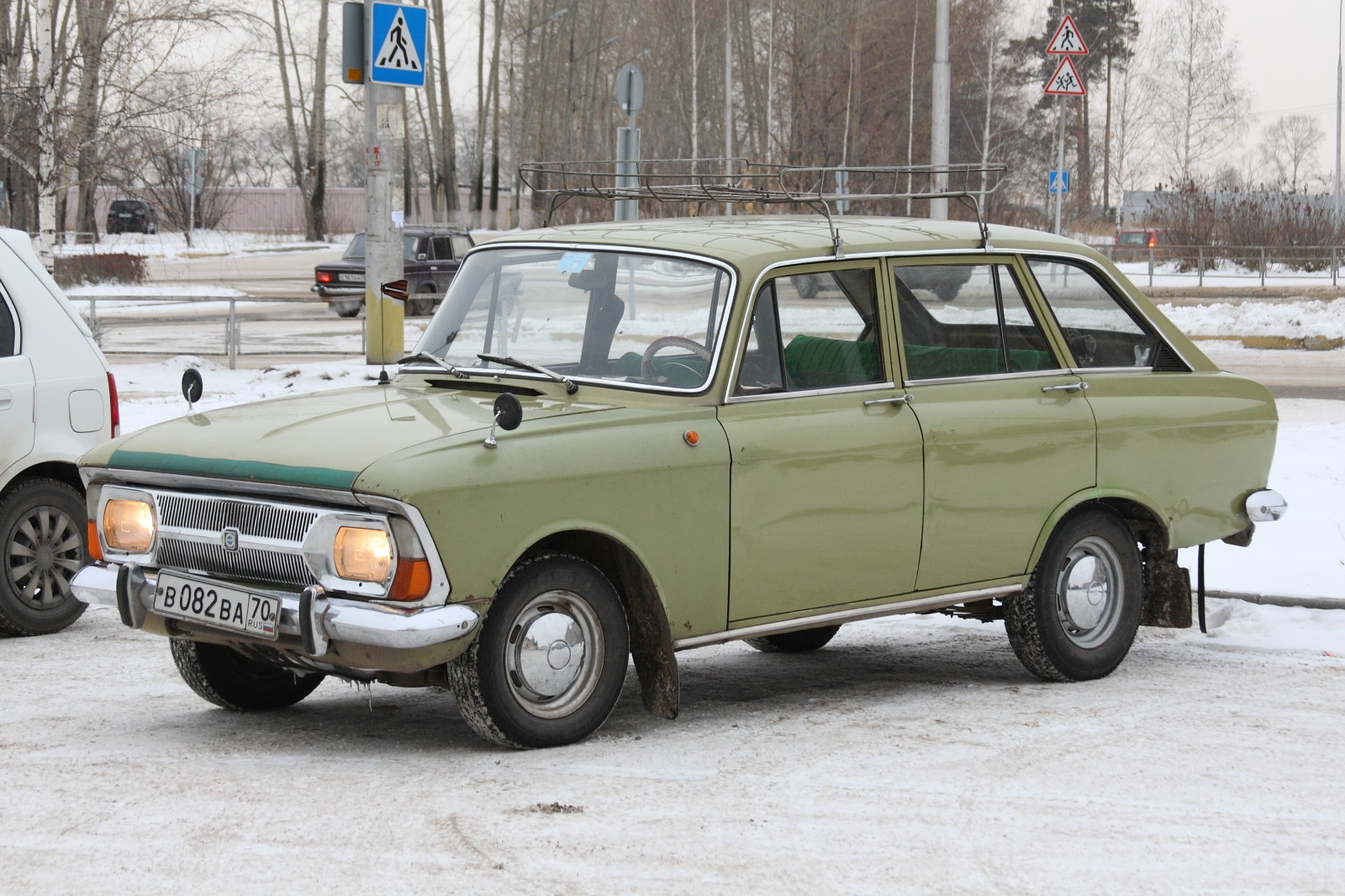
Izh-2125 pré-1982, mostrando uma grade metálica semelhante à do 412
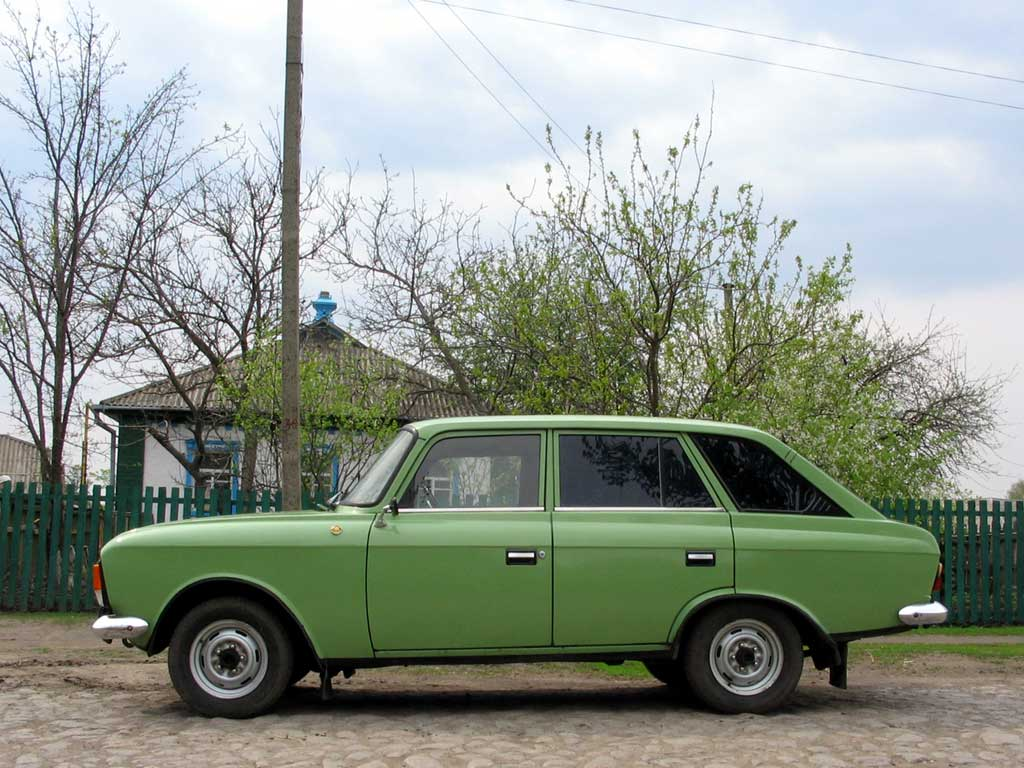
Izh-2125 pós-1982, com maçanetas embutidas
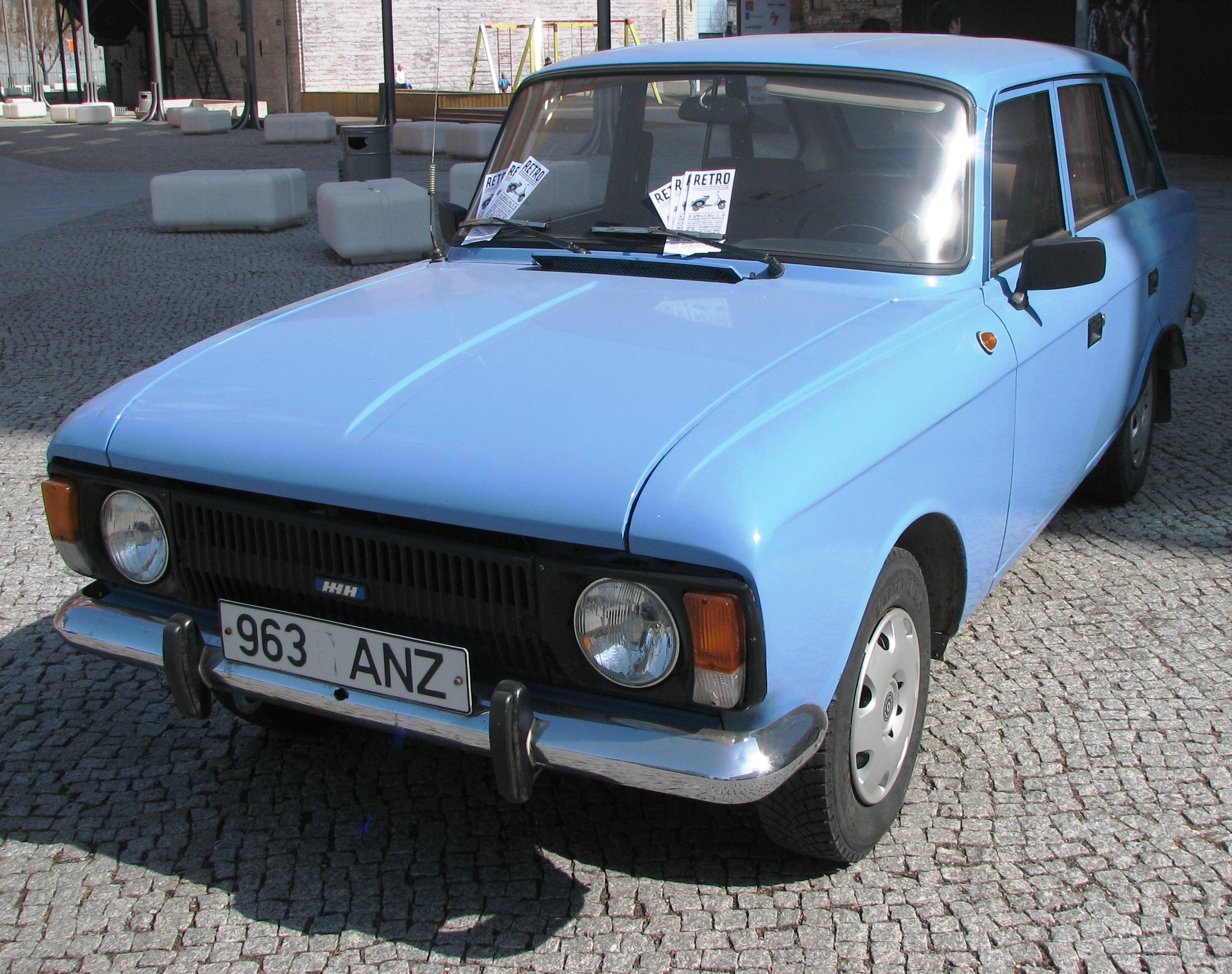
Grade pós-1982 (21251), onde o contorno foi removido e os elementos metálicos pintados de preto